# Джамбазова къща
Джамбазова къща (на македонска литературна норма: Џамбазова куќа) е възрожденска къща в град Охрид, Северна Македония. Принадлежала е на Славка Джамбаз. Построена в XIX век в махалата Месокастро на улица „Нада Филева“ № 52 (или № 50 по ново), сградата е обявена за значимо културно наследство на Северна Македония на 1 януари 1951 година.